# Odorheiu Secuiesc
Odorheiu Secuiesc é uma cidade da Roménia, no distrito de Harghita com 36926 habitantes.